# Czarodziejska góra
Czarodziejska góra (niem. Der Zauberberg) – powieść autorstwa Tomasza Manna z 1924. Uważana za najlepsze dzieło tego autora i jedno z najbardziej wpływowych dzieł literatury niemieckiej w XX wieku. Przetłumaczona na polski przez Józefa Kramsztyka (tom I) oraz Władysława Tatarkiewicza (tom II, pod pseudonimem Jan Łukowski).

## Zarys treści
Książka opisuje losy młodego Niemca Hansa Castorpa, który przybywa w odwiedziny do swojego kuzyna, Joachima Ziemssena, przebywającego w sanatorium w Davos. Planowany 3-tygodniowy pobyt przedłuża się do 7 lat na skutek stwierdzonej przez lekarzy gruźlicy. Hans dojrzewa w towarzystwie złożonym z nietypowych, przeciwstawnych osobowości, np. racjonalisty-humanisty-masona Settembriniego – włoskiego literata; klerykała, jezuity „w stanie spoczynku” Naphty. Settembrini reprezentuje filozofię i sposób myślenia Zachodu, Naphta – średniowieczne zainteresowanie złem, gnostycyzmem, mistyką i cielesnością. Wiodą oni walkę o duszę młodego Castorpa.
„Czarodziejska góra” to uniwersalne studium codzienności, ludzkiej psychiki, paraboliczna, przejmująca opowieść o życiu, historia zamknięta w świecie, gdzie czas płynie inaczej i inaczej wygląda życie. Można w niej odnaleźć wiele analogii do współczesnych jej arcydzieł literatury: W poszukiwaniu straconego czasu Marcela Prousta i powieści Franza Kafki. Mann zawarł w powieści także elementy autobiograficzne: dzieciństwo i młodość Hansa Castorpa są podobne do losów Manna – firma, pozycja społeczna i wczesna śmierć ojca, północne Niemcy (Hamburg) jako ojczyzna bohatera (Mann pochodził z Lubeki).

### Tom I

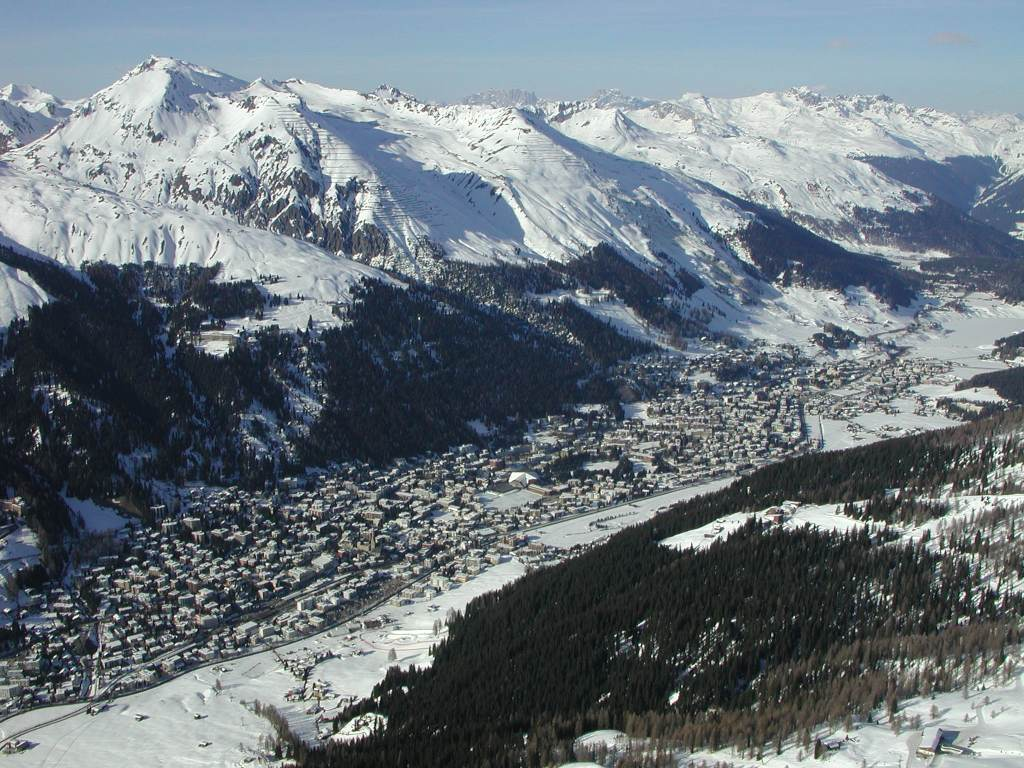
Panorama Davos

Rozdział pierwszy dotyczy przyjazdu inżyniera do Davos i zapoznania się z obyczajami w nim panującymi. Kolejna część dotyczy jego dzieciństwa, statusu społecznego, charakterystyki mieszczaństwa na przełomie XIX i XX wieku. Opisane są wydarzenia mające duży wpływ na psychikę bohatera – śmierć rodziców, czasy szkolne, silna potrzeba akceptacji i miłości towarzysząca Castorpowi.
W kolejnych dwóch rozdziałach akcja silnie się rozwija. Wprowadzeni wcześniej bohaterowie dochodzą do głosu. Castorp zakochuje się w pięknej Rosjance – pani Chauchat, ulega wpływowi racjonalisty Settembriniego, dogłębnie poznaje rzeczywistość sanatorium, udziela mu się leniwy upływ czasu, oswaja się ze śmiercią i chorobami. W utworze uwypuklona zostaje satyra na mieszczaństwo niemieckie.
W ostatnim rozdziale tomu ma miejsce badanie rentgenowskie. Bohater silnie przeżywa obcowanie z własną fizycznością. Coraz większym zainteresowaniem darzy Kławdię Chauchat. Jednak wpojone zasady grzeczności nie pozwalają mu jej poznać (oficjalnie nie zostali sobie nawet przedstawieni). Dopiero w czasie balu przebierańców Hans Castorp odważa się rozpocząć rozmowę z Rosjanką, wyznaje jej swoją miłość. Okazuje się, że ta następnego dnia wyjeżdża do ojczyzny.

### Tom II
W życiu Hansa Castorpa pojawia się jezuita Naphta, wysłany na leczenie przez zakon. Prowadzone są filozoficzne dysputy o religii, moralności, życiu i wartościach. Kuzyn Castorpa postanawia przerwać leczenie, wyjechać na „nizinę” i powrócić do służby wojskowej. Do Davos przyjeżdża krewny Castorpa, by nakłonić go także do powrotu – nadaremnie. Bohater zżywa się z naturą, doświadcza m.in. zamieci śnieżnej na stoku. Jego kuzyn – Joachim – powraca do sanatorium z matką i po kilku miesiącach umiera.
Kolejny rozdział rozpoczyna się powrotem pani Chauchat wraz z pewnym Holendrem, sześćdziesięcioletnim panem Peeperkornem. Castorp nawiązuje z nim znajomość, która z czasem przerodzi się w przyjaźń. Mimo początkowej trudnej sytuacji łączącej go z Rosjanką, także między nimi nawiązuje się nić przyjaźni. Peeperkorn popełnia samobójstwo. Kławdia opuszcza Davos. Sanatorium ogarnia otępienie. Hans ulega fascynacji muzyką z gramofonu i uczestniczy w seansach spirytystycznych. Wśród mieszkańców „Berghofu” zaczyna narastać zdenerwowanie, bójki oraz utarczki zdarzają się co krok. Między Settembrinim a Naphtą dochodzi do ostrej sprzeczki i ten ostatni domaga się pojedynku. Settembrini strzela jako pierwszy – w powietrze. Dążący do śmierci Włocha Naphta, zamiast strzelić do przeciwnika, popełnia samobójstwo. Wybucha pierwsza wojna światowa i Hans Castorp zostaje zmobilizowany. Powieść zamyka scena z frontu.

## Dzieła inspirowane
Do Czarodziejskiej góry porównywane było przez krytyków Odkrycie nieba Harry’ego Mulischa; sam Mulisch uważał ją za jedną ze swoich ulubionych książek. Paweł Huelle napisał powieść Castorp, w której przedstawił wcześniejsze losy tego bohatera Czarodziejskiej góry (okres jego studiów w Gdańsku).
W 2015 w Poznaniu miała miejsce światowa premiera operowej adaptacji powieści. Jej autorami są kompozytor Paweł Mykietyn, reżyser Andrzej Chyra, dramatopisarka Małgorzata Sikorska-Miszczuk oraz artysta sztuk wizualnych Mirosław Bałka.
Do powieści Tomasza Manna nawiązuje książka Empuzjon Olgi Tokarczuk wydana w 2022 roku.